# Strada Statale 50 del Grappa e del Passo Rolle
Die Strada Statale 50 del Grappa e del Passo Rolle (Abkürzung: SS 50) ist eine italienische Staatsstraße in Norditalien,  die von Ponte nelle Alpi  bis nach  Predazzo führt.  Sie liegt in den italienischen Regionen Venetien und Trentino-Südtirol und weist eine Gesamtlänge von 116 km auf. 

## Streckenverlauf
Die Strecke beginnt in Ponte nelle Alpi, am Zusammentreffen der A 27 und der SS 51. 
Die Strecke führt zunächst nach Westen durch das Piavetal nach Belluno.
Weitere Orte sind Sedico, Santa Giustina und Feltre, wo derzeit eine Umfahrung gebaut wird, da die Innenstadt von Feltre überlastet ist. 
Die Umfahrung beginnt im Osten von Feltre und führt dann um den Ort herum und trifft westlich wieder auf die SS 50. 
Zwischen Feltre und Fonzaso zweigt die SS 50bis ab, die nach lediglich 10 km an die SS 47 anschließt. Die Trasse führt durch ein enges Tal, an dessen Ende die Strecke dann durch einen Tunnel führt, der direkt bei der SS 47 einmündet.

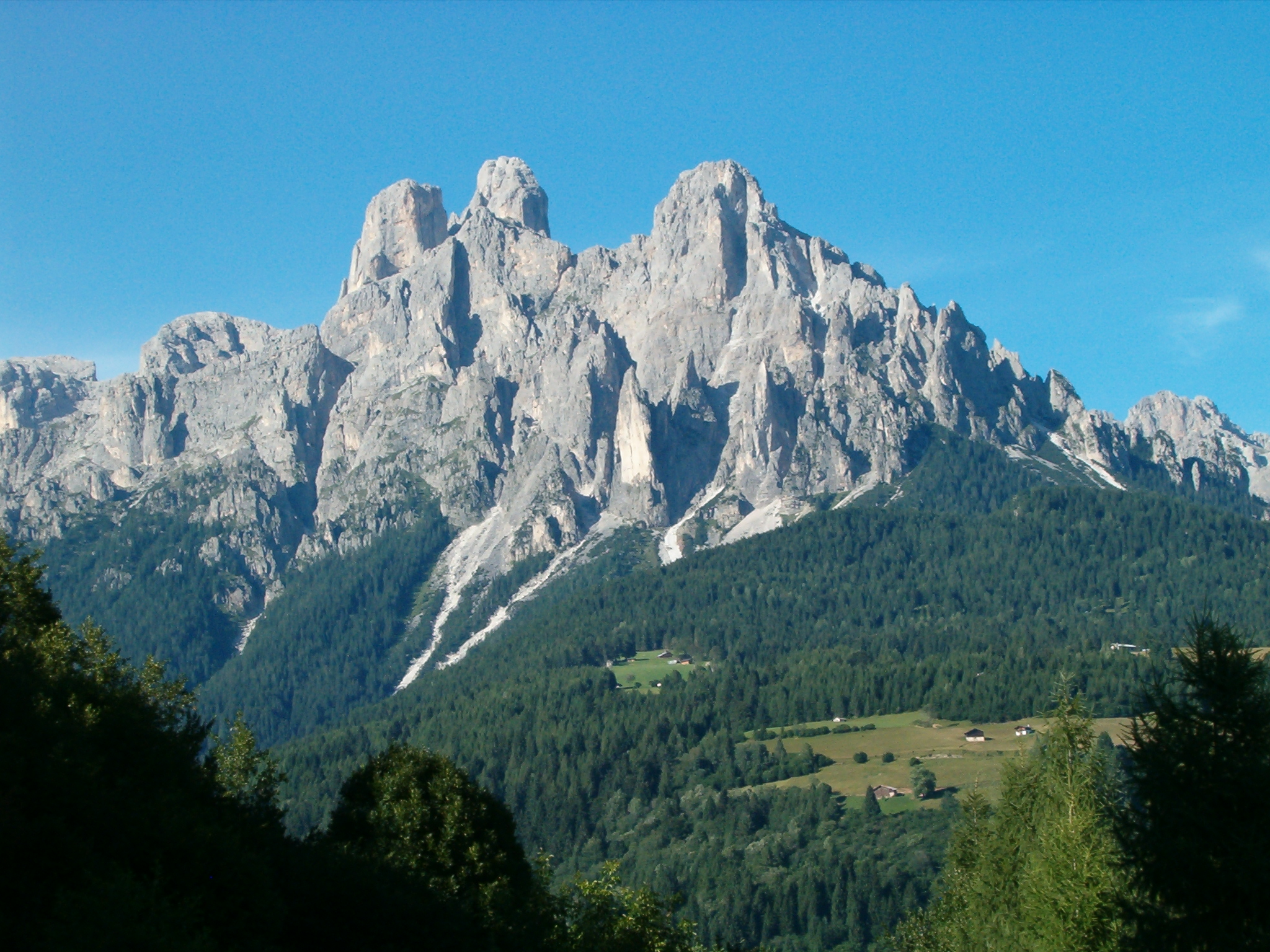
Die Pale di San Martino von der SS 50 aus gesehen

Die SS 50 selber führt dann nach Norden durch ein Tal ohne größere Orte. 
Die Bergwelt in diesem Tal ist besonders schön und von der Straße hat man wunderschöne Ausblicke auf diese. 
Nach Fiera di Primiero steigt die Strecke steil an, hinter San Martino di Castrozza beginnen die Kehren, die zum Passo Rolle (1984 m) führen. 
Anschließend verläuft die Strecke westwärts am Lago di Forte Buso im Parco Naturale Paneveggio – Pale di San Martino vorbei, wo noch die k.u.k. Befestigungsanlage Sperre Paneveggio zu sehen ist. 
Nach 116 km hat sie ihr Endziel Predazzo im Val di Fiemme erreicht. Dort mündet sie in die Strada Statale 48 delle Dolomiti.
Von Fonzaso bis an die Grenze der Region Veneto stand die Straße zunächst unter der Verwaltung der ANAS, seit 2001 ist die Region Veneto zuständig, die ihrerseits die Verwaltung an die Provinz Belluno übertragen hat (in Konzession an die Veneto Strade S.p.A.), von der Grenze zum Trentino bei km 60, località Monte Croce, bis zum Ziel untersteht die Straße der Verwaltung der Autonomen Provinz Trient. Der Abschnitt von Ponte nelle Alpi bis Fonzaso wird weiterhin von der ANAS betreut.